# Tarzan na Selva
Tarzan na Selva (Jungle Tales of Tarzan, no original em inglês) é um livro de contos de autoria do escritor norte-americano Edgar Rice Burroughs. Publicado em 1919, é o sexto de uma série de vinte e quatro obras sobre o personagem Tarzan.

## Resumo
O livro apresenta doze contos, frouxamente interligados, sobre a juventude de Tarzan, à medida que ele caminha em direção à idade adulta e começa a questionar seu lugar entre os primatas, que são tão diferentes dele. As narrativas, em termos de cronologia da vida do herói, são ambientadas aproximadamente durante o capítulo 11 de Tarzan of the Apes.
As histórias são as seguintes:
| Capítulo | Título                           | Sinopse |
| -------- | -------------------------------- | --- |
| 1        | Tarzan's First Love              | Tarzan está apaixonado pela macaca Teeka, que prefere seu amigo Taug. Tarzan se pergunta porque vive sozinho. |
| 2        | The Capture of Tarzan            | Ao salvar Tantor, o elefante, de uma armadilha, Tarzan acaba prisioneiro da tribo canibal do cruel chefe MBonga. Essa é a tribo que matou Kala, a macaca que o criou. |
| 3        | The Fight for the Balu           | Sheeta, o leopardo, tenta pegar Gazan, o pequeno filho de Teeka e Taug. Apesar de ainda ressentido por ter sido desprezado, Tarzan defende o bebê. |
| 4        | The God of Tarzan                | Tarzan lê sobre Deus em um dicionário e parte à Sua procura. |
| 5        | Tarzan and the Black Boy         | Ao se sentir cada vez mais próximo dos nativos da tribo de MBonga, Tarzan, sem querer, tira o pequeno Tibo das mãos da mãe Momaya, e tem de protegê-los contra o ataque de Numa, o leão. |
| 6        | The Witch-Doctor Seeks Vengeance | O velho bruxo Bukawai rapta Tibo para vingar-se da aldeia de MBonga. Tarzan parte para resgatá-lo. |
| 7        | The End of Bukawai               | Em um golpe de sorte, Bukawai prende Tarzan e encarrega duas hienas de matá-lo. Mas algo dá errado... |
| 8        | The Lion                         | Para dar uma lição à tribo dos macacos, Tarzan veste seu disfarce de leão. No fim, é ele quem aprende algumas coisas. |
| 9        | The Nightmare                    | Faminto, Tarzan rouba carne estragada de um velhote. Depois de se empanturrar, o futuro rei das selvas passa mal e tem pesadelos horrendos com vários de seus inimigos, como Numa, o leão, e Histah, a serpente. |
| 10       | The Battle for Teeka             | O macaco Toog leva Teeka para sua tribo, após matar Gazan. Tarzan e Taug vão atrás dele e enfrentam seu bando feroz. |
| 11       | A Jungle Joke                    | Canibais de MBonga capturam Numa, o leão. Para salvá-lo, Tarzan veste novamente sua pele do felino e leva pânico à aldeia quando a tira diante dos apavorados guerreiros. |
| 12       | Tarzan Rescues the Moon          | Goro, a Lua, parece sorrir para Tarzan, no esplendor de sua fase cheia. Súbito, uma sombra vai caindo sobre ela, fazendo-a desaparecer por completo. Terá Numa, o leão, devorado a Lua? Tarzan sobe na árvore mais alta e atira uma flecha certeira onde ele imagina estar o coração de Numa -- e de repente Goro ressurge, novamente sorrindo para ele... |

## História editorial
O livro foi escrito entre 17 de março de 1916 e 10 de março de 1917, com o título de "The New Tarzan Stories".
Foi publicado de setembro de 1917 a agosto de 1918,em doze números da revista pulp Blue Book Magazine, com o novo título de "The New Stories of Tarzan". Cada edição trazia uma ilustração de Herbert Morton Stoops.
A editora A.C. McClurg publicou a primeira edição em forma de livro, em 29 de março de 1919, com o título definitivo. J. Allen St. John desenhou a capa, cinco ilustrações em sépia e a abertura de cada capítulo.
No Brasil, a obra foi editada em 1934, pela Companhia Editora Nacional, com uma tiragem de quinze mil exemplares, dentro da lendária coleção Terramarear, onde recebeu o número 31. De 1946 a 1968 saíram outras sete reimpressões, com tiragens entre cinco mil e dez mil unidades.
Em 1959, também no Brasil, a CODIL - Companhia Distribuidora de Livros lançou uma edição luxuosa do livro, com ilustrações de Manoel Victor Filho.
Em Portugal, o livro saiu pela Portugal Press, com o mesmo título das edições brasileiras.

## Adaptações

### Quadrinhos
A primeira quadrinização foi na forma de tiras diárias, de 14 de julho a 18 de outubro de 1930, com ilustrações de Rex Maxon e roteiro de R. W. Palmer.
Em quadrinhos, Jungle Tales of Tarzan saiu inicialmente em julho e agosto de 1967, pela Gold Key Comics, com desenhos de Alberto Giolitti e roteiro de Gaylord Du Bois. No Brasil, a EBAL publicou duas dessas histórias, Tarzan and the Native Boy e A Jungle Joke, na edição de agosto de 1986 da revista "Tarzan". Permanecem inéditos The Capture of Tarzan e The God of Tarzan. A Gold Key também adaptou os contos para o público infantil.
A DC Comics lançou sua versão em três edições sucessivas da revista Tarzan, nos meses de setembro a novembro de 1972. Tanto as ilustrações quanto os roteiros são de autoria de Joe Kubert. Foram adaptadas três histórias com os títulos de The Captive, Balu of the Great Apes e The Nightmare. Essas histórias foram lançadas no Brasil pela Devir em maio de 2010, com os títulos de O Prisioneiro, Balu dos Grandes Macacos e O Pesadelo!.
A adaptação da Marvel Comics saiu em 1977, com desenhos de John Buscema e roteiros de Roy Thomas e David Anthony Kraft. Três dos cinco contos adaptados foram editados no Brasil pela EBAL na revista "O Livro da Selva". Os contos são  Tarzan Rescues the Moon, The Lion (publicado como Fangs of Death) e A Jungle Joke. Os que permaneceram inéditos são The God of Tarzan e The Battle for Teeka (publicado como The Battle for the She-Ape).
O conto The Battle for Teeka apareceu na revista Ellery Queen's Mystery Magazine de maio de 1964, com o título de "Tarzan, Jungle Detective".
Em junho de  2015, a Dark Horse Comics editou uma graphic novel com adaptações de todas as doze narrativas que compõem o livro. Os roteiros trazem a assinatura de Martin Powell e as ilustrações, de doze artistas diferentes, entre eles Pablo Marcos, Mark Wheatley e Carlos Argüello. Essa obra foi lançada no Brasil também em 2015, pela Pixel Media, com o título de Tarzan: Contos da Selva.

### Cinema
Levemente baseado nos incidentes do livro, a Universal Pictures lançou em 1928 o seriado em quinze episódios Tarzan the Mighty, estrelado por Frank Merrill. A maior parte da ação consiste em Tarzan recontar sua origem  e uma série de entreveros dele com Black John, um chefe de piratas.